# 공공 부문
공공 부문은 공공 서비스와 공기업으로 구성된 경제의 일부이다.
공공 부문에는 군, 법 집행, 기반 시설, 대중 교통, 공공 교육과 같은 공공재 및 정부 서비스와 의료 및 선출직 공무원과 같이 정부 자체를 위해 일하는 사람들이 포함된다. 공공 부문은 비지급자가 배제될 수 없는 서비스(예: 가로등), 서비스를 사용하는 개인이 아닌 사회 전체에 혜택을 주는 서비스를 제공할 수 있다. 공기업 또는 국유 기업은 판매를 위해 다양한 개인 상품과 서비스를 제공하고 일반적으로 상업적 기반으로 운영되는 공공 소유의 자체 자금 조달 상업 기업이다.
공공 부문의 일부가 아닌 조직은 민간 부문 또는 제3부문의 일부이다. 민간 부문은 기업 소유주의 이익을 목적으로 하는 경제 부문으로 구성된다. 자발적, 시민 또는 사회적 부문은 시민 사회를 강조하는 다양한 비영리 조직과 관련이 있다.
공공 부문의 조직은 다음과 같은 여러 형태를 취할 수 있다.
- 과세를 통해 자금을 조달하는 직접 관리 ; 배달 조직은 일반적으로 상업적 성공 기준을 충족하기 위한 특정 요구 사항이 없으며 생산 결정은 정부에서 결정한다.
- 국유기업 ; 관리 자율성이 더 크고 상업적 기준에 따라 운영되며 일반적으로 정부에서 생산 결정을 내리지 않는다는 점에서 직접 관리와 다릅니다(정부에서 목표를 설정할 수 있음).
- 공공 부문의 수준은 연방 또는 국가, 지역(주 또는 지방) 및 지방(시 또는 카운티)의 세 가지 수준으로 구성된다.
- (IT 서비스와 같이 많은 기업이 하는 규모의) 부분적 아웃소싱은 공공 부문 모델로 간주된다.

## 같이 보기
- 관청
- 국유화
- 민영화
- 민간 부문
- 국유기업